# Calyptranthes proctorii
Calyptranthes proctorii är en myrtenväxtart som beskrevs av Acev.-rodr.. Calyptranthes proctorii ingår i släktet Calyptranthes och familjen myrtenväxter.
Artens utbredningsområde är Jamaica. Inga underarter finns listade i Catalogue of Life.